# Лукреція ді Козімо Медічі
Лукреція Медічі (*Lucrezia de' Medici, 14 лютого 1545 —†21 квітня 1561) — італійська аристократка, дружина герцога Феррари, Модену і Реджо, меценатка.

## Життєпис
Походила з родини Медічі. Донька Козімо I Медічі, великого герцога Тосканського, та Елеонори де Толедо. Отримала гарну освіту, в іспанському дусі. У 1557 році у зв'язку з укладанням миру між імператором Карлом V та феррарським герцогом Ерколе II д'Есте, де посередником виступив Козімо I. було домовлено щодо шлюбу лукреції зі спадкоємцем герцогства — Альфонсо. У 1558 році відбулося весілля, втім Лукреція залишалася у Флоренції до 1559 року, коли її чоловік успадкував владу після смерті батька. У 1560 році переїздить до Ферари, проте померла від сухот 21 квітня 1561 року.

## Характер
На Лукрецію вплинуло надмірне піклування з боку матері. Втім вона жваво цікавилася політикою, зокрема сприяла піднесенню роду Кончині. Водночас часто спілкувалася з діячами мистецтв.